# Чемпионат Африки по волейболу среди женщин 2001
10-й чемпионат Африки по волейболу среди женщин прошёл с 5 по 11 ноября 2001 года в Порт-Харкорте (Нигерия) с участием 4 национальных сборных команд. Чемпионский титул впервые выиграла сборная Сейшельских Островов.

## Команды-участницы
Камерун, Нигерия, Сейшельские Острова, ЮАР.
Отказались от участия Египет, Тунис, Кения и Алжир.

## Система проведения чемпионата
Турнир проходил в два этапа — предварительный и финал. На предварительной стадии 4 команды-участницы провели однокруговой турнир, по результатам которого две лучшие вышли в финал и разыграли первенство.

## Результаты

### Предварительный этап
| М | Команда             | 1   | 2   | 3   | 4   | И | В | П | С/П | О |
| - | ------------------- | --- | --- | --- | --- | - | - | - | --- | - |
| 1 | Сейшельские Острова |     | 3:2 | 3:0 | 3:0 | 3 | 3 | 0 | 9:2 | 6 |
| 2 | Нигерия             | 2:3 |     | 3:- | 3:- | 3 | 2 | 1 |     | 5 |
| 3 | Камерун             | 0:3 | -:3 |     | 3:- | 3 | 1 | 2 |     | 4 |
| 4 | ЮАР                 | 0:3 | -:3 | -:3 |     | 3 | 0 | 3 |     | 3 |

5 ноября: Сейшельские Острова — ЮАР 3:0 (25:12, 25:22, 25:21).
6 ноября: Нигерия — Камерун 3:-.
7 ноября: Сейшельские Острова — Нигерия 3:2 (25:22, 22:25, 25:20, 22:25, 15:12).
9 ноября: Камерун — ЮАР 3:-.
10 ноября: Сейшельские Острова — Камерун 3:0 (25:21, 25:20, 25:18).
11 ноября: Нигерия — ЮАР 3:-.

### Финал
11 ноября
Сейшельские Острова — Нигерия 3:2 (23:25, 32:30, 25:17, 20:25, 15:11).

## Итоги

### Положение команд
| Сейшельские Острова |
| Нигерия             |
| Камерун             |
| 4. ЮАР              |

### Призёры
Сейшельские Острова: Бригитт Роуз, Мари-Клод Лоренс, Мари-Анж Бушеро, Бесси Волки, Анни Дюгассе, Мозианн Анконо, Жерина Бонне, Мари-Антуан Жильбер, Мариль Бенуа, Тина Агатин, Трэси Сервина.
  Нигерия.
  Камерун.